# Jayajirao Scindia
Jayajirao Scindia Bahadur (Gwalior, 19 gennaio 1835 – Gwalior, 20 giugno 1886) fu Maharaja di Gwalior dal 1843 al 1886.

## Biografia

### I primi anni
Jayajirao nacque col nome di Bhagirath Shinde, figlio di Hanwant Rao, il 19 gennaio 1835. Quando il maharaja di Gwalior, Jankojirao II, morì nel 1843 senza lasciare eredi, concesse a sua moglie Tara Bai di adottare Bhagirath Rao. Bhagirath Shinde succedette al trono di Gwalior con il nome di Jayajirao Sindhia il 22 febbraio 1843. Mama Sahib, zio materno di Jankojirao II, venne scelto come suo reggente per gli anni della sua minore età.

### I primi anni di regno e i controversi rapporti con gli inglesi
Dada Khasgiwale, controllore degli affari della famiglia reale, sostituì Mama Sahib nella reggenza proprio mentre il paese stava finendo sull'orlo di una guerra civile. La Compagnia Inglese delle Indie Orientali stava in quegli anni espandendo la propria influenza sugli stati indiani, andando a formare il primo nucleo del futuro impero indiano. Il colonnello Sleeman venne nominato quale residente e fu egli a chiedere la resa all'impero britannico a Dada Khasgiwale, riscontrandone l'opposizione. Le forze britanniche, comandate da Sir Hugh Gough, si mossero in direzione di Gwalior ed attraversarono il fiume Chambal nel dicembre del 1843. Il 29 dicembre successivo le simultanee battaglie di Panniar e Maharajpur sconfissero l'esercito del Gwalior e Khasgiwale venne arrestato dagli inglesi ed inviato alla prigione di Benaras dove morì nel 1845.
Venne a questo punto siglato un trattato secondo il quale lo stato di Gwalior si sottometteva agli inglesi pur conservando una propria autonomia. Per il giovane maharaja venne stabilito un consiglio di reggenza che doveva operare su consiglio del locale residente britannico.
Quando nel 1857 iniziò la ribellione degli indiani contro i coloni inglesi, Jayajirao, i cui antenati avevano combattuto contro i britannici e ne erano stati sconfitti, non era certo conosciuto come un amico della Gran Bretagna. Ad ogni modo il suo primo ministro, Dinakar Rao, assieme al maggiore Chartres Macpherson, residente inglese a Gwalior, lo convinsero inizialmente a mantenere la neutralità e poi a schierarsi con gli inglesi malgrado il parere contrario dell'esercito e del popolo.

## Lavori di sviluppo
Nel 1872, Jayajirao diede ordine di iniziare la ferrovia Agra-Gwalior, porzione della Great Indian Peninsular Railway gestita dagli inglesi, per poi continuare l'anno successivo con la Indore-Neemuch.
Jivajirao costruì molte altre strutture come il Jaivilas Mahal, Kampoo Kothi, Victoriya Building, Gorkhi Dwar Gate ed il Daffrine Sarai. Egli costruì il Koteshwar Mandir e circa 69 templi dedicati a Shiva in tutto lo stato. Egli diede anche ordine di ricostruire il forte di Gwalior, che però dal 1886 passò ai britannici in cambio della città di Jhansi.

## Famiglia
Jayajirao sosò Chimnabai Kadam nel 1843 e successivamente si risposò con Laxmibai Gujar nel 1852. Jayajirao sposò la sua terza moglie, Babuibai Sawant, nel 1873 e poi una quarta, Sakhyabai. Jayajirao e Sakhyabai ebbero un figlio, il quarto in tutto del Maharaja ma l'unico sopravvissutogli, Madho Rao (n. 1876) che gli succedette quando egli morì nel 1886.